# Golinca bifrons
Golinca bifrons är en skalbaggsart som beskrevs av Olivier 1789. Golinca bifrons ingår i släktet Golinca och familjen Cetoniidae. Inga underarter finns listade i Catalogue of Life.